# Epipotamal
Epipotamal to górny bieg rzeki – wody rzek płyną zazwyczaj po stromych zboczach często bardzo szybko, żłobiąc wąskie doliny. Siła płynącej wody jest tu tak duża, że wyrywa z dna i zboczy koryta rzeki nawet duże bloki skalne. Bieg górny charakteryzuje się dużym spadkiem, dużą prędkością wody i intensywną erozją denną, dzięki której koryto jest głęboko wcięte w podłoże. Niekiedy wydziela się dodatkowy bieg górski lub bieg źródliskowy, na którym następuje wyraźne ukształtowanie się koryta rzecznego.